# 青文出版社
青文出版社（せいぶんしゅっぱんしゃ）は、1964年創業の台湾台北市中山区に本社がある出版社。当初は児童書、台湾の歴史に関する書籍、哲学書等を中心とした総合出版社として発足したが、現在、日本の漫画やエンターテインメント・ファッション系の雑誌・単行本の正体字中国語翻訳出版が主力となっている。
また近年は、他社も力を入れるライトノベルの翻訳出版にも参入した。

## 出版物

### 漫画雑誌
快樂快樂
『月刊コロコロコミック』（小学館）の中国語版。但し、掲載作品には集英社や講談社の雑誌が初出の作品や韓国の作品もある。2015年1月休刊。
元氣少年
『週刊少年サンデー』（小学館）の中国語版。月刊誌、2009年5月休刊。
Alice少女流行漫畫誌
『別冊フレンド』（講談社）の中国語版。月刊誌。台湾の作家の作品も掲載されている。
強棒SD/強棒強棒月刊
『コミックボンボン』（講談社）の中国語版。月刊誌、2003年5月休刊。

### 情報誌
いずれも日本で刊行されている雑誌のローカライズ版。
- ファミ通（エンターブレイン）
- ファミ通PS2（エンターブレイン）
- 電撃ホビーマガジン（アスキー・メディアワークス）
- with（講談社）
- ViVi（講談社）
- Cawaii!（主婦の友社）

### ライトノベル
菁英文庫（Elite Novels）
集英社・スーパーダッシュ文庫及びコバルト文庫の主要作品を翻訳。
CW Novels
ファミ通文庫（エンターブレイン）を始め、集英社以外から刊行されている作品のレーベル。